# PEX7
PEX7 (англ. Peroxisomal biogenesis factor 7) – білок, який кодується однойменним геном, розташованим у людей на 6-й хромосомі. Довжина поліпептидного ланцюга білка становить 323 амінокислот, а молекулярна маса — 35 892.
| 10         |  | 20         |  | 30         |  | 40         |  | 50         |
| ---------- |  | ---------- |  | ---------- |  | ---------- |  | ---------- |
| MSAVCGGAAR |  | MLRTPGRHGY |  | AAEFSPYLPG |  | RLACATAQHY |  | GIAGCGTLLI |
| LDPDEAGLRL |  | FRSFDWNDGL |  | FDVTWSENNE |  | HVLITCSGDG |  | SLQLWDTAKA |
| AGPLQVYKEH |  | AQEVYSVDWS |  | QTRGEQLVVS |  | GSWDQTVKLW |  | DPTVGKSLCT |
| FRGHESIIYS |  | TIWSPHIPGC |  | FASASGDQTL |  | RIWDVKAAGV |  | RIVIPAHQAE |
| ILSCDWCKYN |  | ENLLVTGAVD |  | CSLRGWDLRN |  | VRQPVFELLG |  | HTYAIRRVKF |
| SPFHASVLAS |  | CSYDFTVRFW |  | NFSKPDSLLE |  | TVEHHTEFTC |  | GLDFSLQSPT |
| QVADCSWDET |  | IKIYDPACLT |  | IPA        |  |            |  |            |

A: Аланін

C: Цистеїн

D: Аспарагінова кислота

E: Глутамінова кислота

F: Фенілаланін

G: Гліцин

H: Гістидин

I: Ізолейцин

K: Лізин

L: Лейцин

M: Метіонін

N: Аспарагін

P: Пролін

Q: Глутамін

R: Аргінін

S: Серин

T: Треонін

V: Валін

W: Триптофан

Задіяний у таких біологічних процесах, як транспорт, транспорт білків, альтернативний сплайсинг. 
Локалізований у цитоплазмі, пероксисомах.